# نووه کوییتسه
نووه کوییتسه (به لاتین: Nowe Kwiejce) یک روستا در لهستان است که در گمینا دراوسکو واقع شده‌است.